# Kayapınar (Tavas)
Kayapınar (türkisch für Felsquelle) ist ein Dorf im Landkreis Tavas der türkischen Provinz Denizli. Kayapınar liegt etwa 80 km südwestlich der Provinzhauptstadt Denizli und 35 km nordwestlich von Tavas. Kayapınar hatte laut der letzten Volkszählung 64 Einwohner (Stand Ende Dezember 2010).